# Egliswil
Egliswil é uma comuna da Suíça, no Cantão Argóvia, com cerca de 1.314 habitantes. Estende-se por uma área de 6,29 km², de densidade populacional de 209 hab/km². Confina com as seguintes comunas: Ammerswil, Dintikon, Lenzburg, Seengen, Seon, Villmergen.
A língua oficial nesta comuna é o Alemão.